# Аристов, Фёдор Фёдорович
Фёдор Фёдорович А́ристов (14 [26] октября 1888, Варнавино, Костромская губерния, Российская империя — 5 ноября 1932, Москва, СССР) — русский учёный историк и этнограф, основоположник карпатоведения в России.

## Биография
Родился в дворянской семье, отец Ф. И. Аристов — профессор Военно-медицинской академии, мать — заслуженный врач Костромской губернии.
Детские и юношеские годы провёл в Галиче. Первые уроки получил у своей сестры Марии Фёдоровны Аристовой, работавшей учительницей в Галиче. Она и подготовила Фёдора для поступления в Первый Московский кадетский корпус, по окончании которого он поступил в Московский университет на историко-филологический факультет. Одновременно являлся слушателем Московского коммерческого института (экономического отделения), окончив его в 1912 году.
В студенческие годы Аристов был одним из организаторов и председателем (1908) студенческого общества «Славия», затем секретарем всеславянского политического общества «Славия», принимал участие в работе многочисленных славянских культурно-просветительских организаций: Галицко-русского общества, Русско-чешского общества памяти Я. Гуса, Русско-хорватского общества им. Ю. Крижанича, львовского общества им. М. Качковского и др. В 1908 году редактировал журнал «Славянский путешественник», с 1909 года сотрудничал в газете «Прикарпатская Русь» (Львов). С 1913 года заведовал славянским отделом в журнале «Русский архив», приступил к изданию многотомной «Библиотеки карпато-русских писателей» (в 1915 году вышел первый том, удостоенный в 1918 году Шахматовской премии РАН). Работал над трехтомной книгой «Карпато-русские писатели» (первый том вышел в 1916 году; в 1977 году переиздан в США). Публиковал статьи под псевдонимами Сатин, Славянолюбов, Всеславянский. Собирал коллекцию, ставшую основой созданного им в Москве Карпато-русского музея (свыше 100 тыс. экспонатов), собрание которого погибло в 1918 году.
В 1914 году добровольцем отправился на фронт Первой мировой войны, выполнял обязанности военного корреспондента. В октябре 1916 года окончил Александровское военное училище, оставлен при училище курсовым офицером.
После Октябрьской революции 1917 года критиковал политику большевиков в отношении церкви, образования и армии. В 1918—1920 годах преподавал в Тифлисском университете, был одним из его основателей. В 1920—1922 годах жил в Феодосии, с 1922 по 1932 год — в Москве, в д. 26 по Трубниковскому переулку.
Профессор кафедры истории Востока 2-го МГУ (изучал историю и этнографию Турции, Индии, Китая, Японии), участвовал в работе ВНАВ и журнала «Новый Восток». Преподавал в Государственном институте журналистики. После увольнения служил библиотекарем, готовил к изданию монографию «Европа и Азия», многотомное исследование «Русские путешественники — исследователи Азии», «Словарь русских востоковедов». Первый биограф путешественника и писателя В. К. Арсеньева и ученика Пржевальского П. К. Козлова, с которыми был знаком лично.
Опубликовал много научных трудов, многое осталось в рукописях. Умер в Москве. Похоронен на Ваганьковском кладбище.
В Галичском краеведческом музее имеется ряд материалов о Ф. Ф. Аристове, переданных в дар городу дочерью учёного — Т. Ф. Аристовой.

## Сочинения
- Карпато-русскіе писатели. ИзслЪдованіе по неизданнымъ источникамъ. Томъ первый. — М.
- Русское религиозное и национальное самосознание. — Тифлис: Ред. «Закавказ. Руси».
- Литературное развитие Подкарпатской (Угорской) Руси. — М., 1928.
- Амвросій А. Полянскій. Жизнь и творчество. — Львов, 1930.
- Карпато-русскіе писатели. Александръ Васильевичъ Духновичъ. — Ужгород, 1929.
- И. И. Шараневичъ. К 100-лѣтію со дня рожденія. — Львов, 1929.
- Московские смуты в правление Царевны Софии Алексеевны.
- Карпато-русская библиография: (Аннот. б-ка). — Львов, 1930.
- рец. на: Константинополь и проливы. По секретным документам б. Министерства Иностранных Дел. Под редакцией Е. А. Адамова. — М.: Литиздат. НКИД, 1926. — Т. 2. — 473 с. (недоступная ссылка)